# Comarques naturals del País Valencià
Les comarques naturals del País Valencià són territoris que pertanyen en part o totalment al País Valencià que per la seua orografia es diferencien de les comarques o regions limítrofes. La proposta més coneguda de comarcalització natural és la d'Emili Beüt, feta l'any 1934.
| Comarques naturals |                     |     |                      |     |                    |
| \| 1. \| Ports de Morella \| 2. \| Tinença de Benifassà \| 3. \| Baix Maestrat \| \| 4. \| Plans de Vinaròs \| 5. \| Alt Maestrat \| 6. \| Conca del Millars \| \| 7. \| Tinença d'Alcalatén \| 8. \| Tinença de Mirabet \| 9. \| Alt Palància \| \| 10. \| Baix Espadà \| 11. \| Plana \| 12. \| Racó d'Ademús \| \| 13. \| Serrania de Xelva \| 14. \| Camp de Llíria \| 15. \| Calderona \| \| 16. \| Valls de Morvedre \| 17. \| Pla de Requena \| 18. \| Foia de Bunyol \| \| 19. \| Pla de Quart \| 20. \| Horta de València \| 21. \| Serrania d'Aiora \| \| 22. \| Canal de Navarrès \| 23. \| Vall dels Alcalans \| 24. \| Ribera Alta \| \| 25. \| Ribera Baixa \| 26. \| Vall de Montesa \| 27. \| Costera de Ranes \| \| 28. \| Horta de Xàtiva \| 29. \| Valldigna \| 30. \| Plans de Villena \| \| 31. \| Serrania d'Alcoi \| 32. \| Vall d'Albaida \| 33. \| Horta de Gandia \| \| 34. \| Valls de Pego \| 35. \| Marquesat de Dénia \| 36. \| Foia de Castalla \| \| 37. \| Foia de Xixona \| 38. \| Marina \| 39. \| Conca del Vinalopó \| \| 40. \| Horta d'Alacant \| 41. \| Horta d'Oriola \| \| \| |                     |     |                      |     |                    |
| 1. | Ports de Morella    | 2.  | Tinença de Benifassà | 3.  | Baix Maestrat      |
| 4. | Plans de Vinaròs    | 5.  | Alt Maestrat         | 6.  | Conca del Millars  |
| 7. | Tinença d'Alcalatén | 8.  | Tinença de Mirabet   | 9.  | Alt Palància       |
| 10. | Baix Espadà         | 11. | Plana                | 12. | Racó d'Ademús      |
| 13. | Serrania de Xelva   | 14. | Camp de Llíria       | 15. | Calderona          |
| 16. | Valls de Morvedre   | 17. | Pla de Requena       | 18. | Foia de Bunyol     |
| 19. | Pla de Quart        | 20. | Horta de València    | 21. | Serrania d'Aiora   |
| 22. | Canal de Navarrès   | 23. | Vall dels Alcalans   | 24. | Ribera Alta        |
| 25. | Ribera Baixa        | 26. | Vall de Montesa      | 27. | Costera de Ranes   |
| 28. | Horta de Xàtiva     | 29. | Valldigna            | 30. | Plans de Villena   |
| 31. | Serrania d'Alcoi    | 32. | Vall d'Albaida       | 33. | Horta de Gandia    |
| 34. | Valls de Pego       | 35. | Marquesat de Dénia   | 36. | Foia de Castalla   |
| 37. | Foia de Xixona      | 38. | Marina               | 39. | Conca del Vinalopó |
| 40. | Horta d'Alacant     | 41. | Horta d'Oriola       |     |                    |

| 1.  | Ports de Morella    | 2.  | Tinença de Benifassà | 3.  | Baix Maestrat      |
| 4.  | Plans de Vinaròs    | 5.  | Alt Maestrat         | 6.  | Conca del Millars  |
| 7.  | Tinença d'Alcalatén | 8.  | Tinença de Mirabet   | 9.  | Alt Palància       |
| 10. | Baix Espadà         | 11. | Plana                | 12. | Racó d'Ademús      |
| 13. | Serrania de Xelva   | 14. | Camp de Llíria       | 15. | Calderona          |
| 16. | Valls de Morvedre   | 17. | Pla de Requena       | 18. | Foia de Bunyol     |
| 19. | Pla de Quart        | 20. | Horta de València    | 21. | Serrania d'Aiora   |
| 22. | Canal de Navarrès   | 23. | Vall dels Alcalans   | 24. | Ribera Alta        |
| 25. | Ribera Baixa        | 26. | Vall de Montesa      | 27. | Costera de Ranes   |
| 28. | Horta de Xàtiva     | 29. | Valldigna            | 30. | Plans de Villena   |
| 31. | Serrania d'Alcoi    | 32. | Vall d'Albaida       | 33. | Horta de Gandia    |
| 34. | Valls de Pego       | 35. | Marquesat de Dénia   | 36. | Foia de Castalla   |
| 37. | Foia de Xixona      | 38. | Marina               | 39. | Conca del Vinalopó |
| 40. | Horta d'Alacant     | 41. | Horta d'Oriola       |     |                    |

Per qüestions demogràfiques, d'extensió o econòmiques, no han format per si soles una comarca o han estat dividides. L'actual mapa comarcal del País Valencià prové de les propostes de Vicent Maria Rosselló, de 1964, i la de Joan Soler i Riber, de 1970, que formaria la base de la divisió territorial del 1987 comesa per la Generalitat Valenciana i anomenada les Demarcacions Territorials Homologades (DTH), on la demarcació de primer grau coincideix en gran manera amb el concepte de comarca.
Entre les comarques naturals que no han obtingut estatus de comarca oficial, hi ha: 
- La Tinença de Benifassà forma l'interior del Baix Maestrat.
- El Baix Maestrat constitueix només la meitat de l'actual comarca homònima, encaixat entre la Tinença a l'oest i els Plans de Vinaròs a l'est.
- Els Plans de Vinaròs s'han adscrit al Baix Maestrat actual.
- La Tinença de Mirabet constitueix el nord de la Plana Alta.
- El Baix Espadà forma l'interior de la Plana Baixa.
- La Plana es va dividir en les dues comarques homònimes, l'Alta i la Baixa, amb l'aportació de zones muntanyenques fronteres.
- El Camp de Llíria, juntament amb el sud de la Calderona i part del Pla de Quart es convertiren en el Camp de Túria actual.
- Les Valls de Morvedre o Valls de Segó conformen la part litoral o oriental de la petita comarca actual del Campde Morvedre.
- La Calderona es dividí entre el Camp de Morvedre i el Camp de Túria.
- El Pla de Quart es dividí entre el Camp de Túria i l'Horta Sud.
- L'Horta de València es dividí entre l'Horta Nord, l'Horta Sud, i la comarca i alhora municipi de València.
- La Vall dels Alcalans s'integrà en la Ribera Alta.
- La Ribera Baixa s'ha constituït en comarca, si bé ha perdut alguns municipis a l'Horta Sud i a la Ribera Alta.
- La Vall de Montesa, la Costera de Ranes i quasi tota l'Horta de Xàtiva han esdevingut la Costera.
- La Valldigna constitueix el nord de l'actual Safor.
- La Serrania d'Alcoi o Valls d'Alcoi es troba repartida entre la totalitat del Comtat i part de l'Alcoià.
- L'Horta de Gandia constitueix la major part de la Safor
- Les Valls de Pego conforma l'interior de l'actual Marina Alta.
- El Marquesat de Dénia forma gran part de l'actual Marina Alta.
- La Foia de Castalla forma el sud de l'Alcoià.
- La Foia de Xixona forma el nord de l'Alacantí.
- La Marina ha estat dividida, amb la majoria a la Marina Baixa i una part més petita a la Marina Alta.
- L'Horta d'Alacant ha esdevingut l'Alacantí, el Baix Vinalopó i una part més petita el Baix Segura.
- L'Horta d'Oriola ha esdevingut el Baix Segura.

També cal parar esment en les Valls del Vinalopó, el Camp d'Elx, la Plana d'Orpesa-Torreblanca i la Vallbona (pla de Benaguasil i la Pobla i, que segons Sanchis Guarner s'estendria a Vilamarxant i Riba-roja) que també han rebut la consideració de comarca natural en algun moment però que ni aparegueren en la proposta d'Emili Beüt, ni han esdevingut comarques oficials segons la DTH de la Generalitat Valenciana.